# Thepchaiya Un-Nooh
Thepchaiya Un-Nooh, tajski igralec snookerja, * 18. april 1985.

## Kariera
Un-Nooh je postal profesionalec leta 2009. V svetovno karavano je vstopil v sezoni 2009/10, mesto v njej si je zagotovil z zmago na IBSF Svetovnem amaterskem prvenstvu 2008.

## Osvojeni turnirji

### Amaterski turnirji
- IBSF Svetovno amatersko prvenstvo - 2008